# Rothmannia octomera
Rothmannia octomera es una especie de pequeño árbol de la familia de las rubiáceas. Se encuentra en África.

## Descripción
Es un arbusto o árbol pequeño, que alcanza un tamaño de 7 metros de altura. Tiene las flores con el tubo de la corola de color verde brillante, dentro de los lóbulos de color blanco y la parte trasera de color verde brillante y blanco cremoso. Los frutos verdes con motas verdes pálidas.

## Distribución
Se distribuye en África por Angola, Camerún, Congo y Gabón.

## Taxonomía
Rothmannia octomera fue descrita por (Hook.) Fagerl. y publicado en Arkiv för Botanik utgivet av K. Svenska Vetenskapsakademien 30A, 7: 39, en el año 1943.
Etimología
octomera: epíteto ocho lados.
Sinonimia
- Gardenia octomera Hook. basónimo
- Randia cunliffeae Wernham
- Randia galtonii Wernham
- Randia octomera (Hook.) Hook.f.[4]